# Quốc hội Việt Nam khóa XV
Quốc hội Việt Nam khóa XV (nhiệm kỳ 2021-2026) là nhiệm kỳ thứ 15 của Quốc hội Việt Nam, được bầu vào ngày 23 tháng 5 năm 2021 với 499 đại biểu.

## Kết quả bầu cử
Theo nghị quyết của Hội đồng bầu cử quốc gia, Chánh văn phòng Hội đồng bầu cử quốc gia Bùi Văn Cường cho biết có 69.243.604 cử tri (99,60% tổng số cử tri) đã đi bầu cử, so với tổng số cử tri đi bầu cử nhiệm kỳ trước thì lần này tăng hơn 2 triệu.
Hội đồng bầu cử quốc gia xác định có 499 người trúng cử đại biểu Quốc hội khóa XV. Trong số này, có 194 đại biểu do các cơ quan, tổ chức ở trung ương giới thiệu trúng cử, gồm 11 người cơ quan Đảng; 3 người thuộc cơ quan Chủ tịch nước; 126 người thuộc cơ quan của Quốc hội, cơ quan thuộc Ủy ban Thường vụ Quốc hội, Văn phòng Quốc hội; 15 người thuộc khối Chính phủ, cơ quan thuộc Chính phủ.
Có 12 đại biểu thuộc khối Quân đội (cơ quan bộ, các quân khu, quân chủng, binh chủng và lĩnh vực trọng yếu); 2 đại biểu thuộc Bộ Công an; 22 đại biểu thuộc cơ quan MTTQ VN và các tổ chức thành viên.
Tòa án nhân dân tối cao; Viện kiểm sát nhân dân tối cao và Kiểm toán Nhà nước mỗi nơi 1 đại biểu. Còn lại là những người được các cơ quan, đơn vị ở địa phương giới thiệu và có 4 người tự ứng cử trúng cử đại biểu Quốc hội khóa XV.
Trong 499 đại biểu, tỉ lệ nữ là 30,26%, người dân tộc thiểu số 17,84%, đại biểu trẻ dưới 40 tuổi là 9,42%...
Có 14 đại biểu là người ngoài Đảng (2,81%); 203 người là đại biểu khóa XIV tái cử hoặc đã từng là đại biểu Quốc hội các khóa trước (40,68%), 296 người lần đầu tham gia Quốc hội (59,32%). Xét về trình độ chuyên môn, có 392 người trình độ trên đại học (78,55%), trong đó trình độ tiến sĩ là 144 người, thạc sĩ là 248 người; đại học là 106 người (21,24%). Chỉ 1 người có trình độ dưới đại học (0,20%).

## Các kỳ họp Quốc hội

### 1. Kỳ họp thứ nhất (20.07.2021 - 28.07.2021)
Kỳ họp thứ nhất Quốc hội khóa XV diễn ra từ ngày 20 đến 28/7/2021 tại Hà Nội. Kỳ họp xem xét thông qua báo cáo tổng kết cuộc bầu cử đại biểu Quốc hội khóa XV và đại biểu Hội đồng Nhân dân các cấp nhiệm kỳ 2021-2026. Đồng thời tại kỳ họp, Quốc hội tiến hành bầu mới Chủ tịch Quốc hội, các Phó chủ tịch Quốc hội và các Ủy viên của Ủy ban Thường vụ Quốc hội, Chủ tịch Hội đồng dân tộc, Chủ nhiệm các Ủy ban của Quốc hội, Tổng thư ký Quốc hội, Chủ tịch nước, Phó chủ tịch nước, Thủ tướng, Chánh án Tòa án Nhân dân tối cao, Tổng Kiểm toán Nhà nước. Quốc hội cũng sẽ quyết định cơ cấu tổ chức, số lượng thành viên Chính phủ; phê chuẩn việc bổ nhiệm các Phó thủ tướng, Bộ trưởng và thành viên khác của Chính phủ; phê chuẩn danh sách Phó Chủ tịch và Ủy viên Hội đồng quốc phòng và an ninh.
Ngày 24 tháng 7 năm 2021, Quốc hội đã họp phiên toàn thể tại hội trường để biểu quyết thông qua việc điều chỉnh chương trình kỳ họp thứ nhất Quốc hội khóa XV. Theo đó, Quốc hội sẽ bế mạc vào ngày 28 tháng 7 - sớm hơn 3 ngày so với chương trình đã được Quốc hội thông qua trước đó.
Kết quả bầu cử thành viên cấp cao Quốc hội
| |                                            |                                            |                                            |                                                        |                                                        |                                                        |                                                        |
| Bầu Chủ tịch Quốc hội                                                                                           | Bầu Chủ tịch Quốc hội                      | Bầu Chủ tịch Quốc hội                      | Bầu Chủ tịch Quốc hội                      | Bầu Phó Chủ tịch Quốc hội                              | Bầu Phó Chủ tịch Quốc hội                              | Bầu Phó Chủ tịch Quốc hội                              | Bầu Phó Chủ tịch Quốc hội                              |
| Ứng viên | Tán thành                                  | Không tán thành                            | Không bỏ phiếu                             | Ứng viên                                               | Tán thành                                              | Không tán thành                                        | Không bỏ phiếu                                         |
| Vương Đình Huệ                                                                                                  | 475                                        | 0                                          | 0                                          | Trần Thanh Mẫn                                         | 483                                                    | 0                                                      | 0                                                      |
| Vương Đình Huệ                                                                                                  | 475                                        | 0                                          | 0                                          | Nguyễn Khắc Định                                       | 483                                                    | 0                                                      | 0                                                      |
| Vương Đình Huệ                                                                                                  | 475                                        | 0                                          | 0                                          | Nguyễn Đức Hải                                         | 483                                                    | 0                                                      | 0                                                      |
| Vương Đình Huệ                                                                                                  | 475                                        | 0                                          | 0                                          | Trần Quang Phương                                      | 483                                                    | 0                                                      | 0                                                      |
| |                                            |                                            |                                            |                                                        |                                                        |                                                        |                                                        |
| Bầu Uỷ viên Uỷ ban Thường vụ Quốc hội                                                                           |                                            |                                            |                                            |                                                        |                                                        |                                                        |                                                        |
| Ứng viên |                                            |                                            |                                            | Ứng viên                                               |                                                        |                                                        |                                                        |
| Nguyễn Thúy Anh                                                                                                 | Lê Tấn Tới                                 |                                            |                                            |                                                        |                                                        |                                                        |                                                        |
| Nguyễn Đắc Vinh                                                                                                 | Nguyễn Phú Cường                           |                                            |                                            |                                                        |                                                        |                                                        |                                                        |
| Lê Quang Huy | Y Thanh Hà Niê Kđăm                        |                                            |                                            |                                                        |                                                        |                                                        |                                                        |
| Vũ Hải Hà | Bùi Văn Cường                              |                                            |                                            |                                                        |                                                        |                                                        |                                                        |
| Lê Thị Nga | Nguyễn Thị Thanh                           |                                            |                                            |                                                        |                                                        |                                                        |                                                        |
| Vũ Hồng Thanh                                                                                                   | Dương Thanh Bình                           |                                            |                                            |                                                        |                                                        |                                                        |                                                        |
| Vũ Hồng Thanh                                                                                                   | Hoàng Thanh Tùng                           |                                            |                                            |                                                        |                                                        |                                                        |                                                        |
| |                                            |                                            |                                            |                                                        |                                                        |                                                        |                                                        |
| Bầu Chủ tịch Hội đồng dân tộc, Chủ nhiệm các Ủy ban của Quốc hội, Tổng thư ký Quốc hội, Tổng kiểm toán Nhà nước |                                            |                                            |                                            |                                                        |                                                        |                                                        |                                                        |
| Bầu Chủ nhiệm Ủy ban Quốc phòng và An ninh                                                                      | Bầu Chủ nhiệm Ủy ban Quốc phòng và An ninh | Bầu Chủ nhiệm Ủy ban Quốc phòng và An ninh | Bầu Chủ nhiệm Ủy ban Quốc phòng và An ninh | Bầu Chủ tịch Hội đồng Dân tộc                          | Bầu Chủ tịch Hội đồng Dân tộc                          | Bầu Chủ tịch Hội đồng Dân tộc                          | Bầu Chủ tịch Hội đồng Dân tộc                          |
| Ứng viên | Tán thành                                  | Không tán thành                            | Không bỏ phiếu                             | Ứng viên                                               | Tán thành                                              | Không tán thành                                        | Không bỏ phiếu                                         |
| Lê Tấn Tới | 475                                        | 0                                          | 0                                          | Y Thanh Hà Niê Kđăm                                    | 475                                                    | 0                                                      | 0                                                      |
| Bầu Chủ nhiệm Ủy ban Pháp luật                                                                                  | Bầu Chủ nhiệm Ủy ban Pháp luật             | Bầu Chủ nhiệm Ủy ban Pháp luật             | Bầu Chủ nhiệm Ủy ban Pháp luật             | Bầu Chủ nhiệm Ủy ban Xã hội                            | Bầu Chủ nhiệm Ủy ban Xã hội                            | Bầu Chủ nhiệm Ủy ban Xã hội                            | Bầu Chủ nhiệm Ủy ban Xã hội                            |
| Ứng viên | Tán thành                                  | Không tán thành                            | Không bỏ phiếu                             | Ứng viên                                               | Tán thành                                              | Không tán thành                                        | Không bỏ phiếu                                         |
| Hoàng Thanh Tùng                                                                                                | 475                                        | 0                                          | 0                                          | Nguyễn Thúy Anh                                        | 475                                                    | 0                                                      | 0                                                      |
| Bầu Chủ nhiệm Ủy ban Văn hóa, Giáo dục                                                                          | Bầu Chủ nhiệm Ủy ban Văn hóa, Giáo dục     | Bầu Chủ nhiệm Ủy ban Văn hóa, Giáo dục     | Bầu Chủ nhiệm Ủy ban Văn hóa, Giáo dục     | Bầu Chủ nhiệm Ủy ban Khoa học, Công nghệ và Môi trường | Bầu Chủ nhiệm Ủy ban Khoa học, Công nghệ và Môi trường | Bầu Chủ nhiệm Ủy ban Khoa học, Công nghệ và Môi trường | Bầu Chủ nhiệm Ủy ban Khoa học, Công nghệ và Môi trường |
| Ứng viên | Tán thành                                  | Không tán thành                            | Không bỏ phiếu                             | Ứng viên                                               | Tán thành                                              | Không tán thành                                        | Không bỏ phiếu                                         |
| Nguyễn Đắc Vinh                                                                                                 | 475                                        | 0                                          | 0                                          | Lê Quang Huy                                           | 475                                                    | 0                                                      | 0                                                      |
| Bầu Chủ nhiệm Ủy ban Đối ngoại                                                                                  | Bầu Chủ nhiệm Ủy ban Đối ngoại             | Bầu Chủ nhiệm Ủy ban Đối ngoại             | Bầu Chủ nhiệm Ủy ban Đối ngoại             | Bầu Chủ nhiệm Ủy ban Tài chính - Ngân sách             | Bầu Chủ nhiệm Ủy ban Tài chính - Ngân sách             | Bầu Chủ nhiệm Ủy ban Tài chính - Ngân sách             | Bầu Chủ nhiệm Ủy ban Tài chính - Ngân sách             |
| Ứng viên | Tán thành                                  | Không tán thành                            | Không bỏ phiếu                             | Ứng viên                                               | Tán thành                                              | Không tán thành                                        | Không bỏ phiếu                                         |
| Vũ Hải Hà | 475                                        | 0                                          | 0                                          | Nguyễn Phú Cường                                       | 475                                                    | 0                                                      | 0                                                      |
| Bầu Chủ nhiệm Ủy ban Tư pháp                                                                                    | Bầu Chủ nhiệm Ủy ban Tư pháp               | Bầu Chủ nhiệm Ủy ban Tư pháp               | Bầu Chủ nhiệm Ủy ban Tư pháp               | Bầu Chủ nhiệm Ủy ban Kinh tế                           | Bầu Chủ nhiệm Ủy ban Kinh tế                           | Bầu Chủ nhiệm Ủy ban Kinh tế                           | Bầu Chủ nhiệm Ủy ban Kinh tế                           |
| Ứng viên | Tán thành                                  | Không tán thành                            | Không bỏ phiếu                             | Ứng viên                                               | Tán thành                                              | Không tán thành                                        | Không bỏ phiếu                                         |
| Lê Thị Nga | 475                                        | 0                                          | 0                                          | Vũ Hồng Thanh                                          | 475                                                    | 0                                                      | 0                                                      |
| Bầu Tổng Thư ký Quốc hội                                                                                        | Bầu Tổng Thư ký Quốc hội                   | Bầu Tổng Thư ký Quốc hội                   | Bầu Tổng Thư ký Quốc hội                   | Bầu Tổng Kiểm toán nhà nước                            | Bầu Tổng Kiểm toán nhà nước                            | Bầu Tổng Kiểm toán nhà nước                            | Bầu Tổng Kiểm toán nhà nước                            |
| Ứng viên | Tán thành                                  | Không tán thành                            | Không bỏ phiếu                             | Ứng viên                                               | Tán thành                                              | Không tán thành                                        | Không bỏ phiếu                                         |
| Bùi Văn Cường                                                                                                   | 475                                        | 0                                          | 0                                          | Trần Sỹ Thanh                                          | 471                                                    | 0                                                      | 1                                                      |

Bầu cử thành viên cấp cao Nhà nước
|                                      |                                      |                                      |                                      |                                                |                                                |                                                |                                                |
| Bầu Chủ tịch nước                    | Bầu Chủ tịch nước                    | Bầu Chủ tịch nước                    | Bầu Chủ tịch nước                    | Bầu Phó Chủ tịch nước                          | Bầu Phó Chủ tịch nước                          | Bầu Phó Chủ tịch nước                          | Bầu Phó Chủ tịch nước                          |
| Ứng viên                             | Tán thành                            | Không tán thành                      | Không bỏ phiếu                       | Ứng viên                                       | Tán thành                                      | Không tán thành                                | Không bỏ phiếu                                 |
| Nguyễn Xuân Phúc                     | 483                                  | 0                                    | 0                                    | Võ Thị Ánh Xuân                                | 483                                            | 0                                              | 0                                              |
|                                      |                                      |                                      |                                      |                                                |                                                |                                                |                                                |
| Bầu Chánh án Tòa án nhân dân tối cao | Bầu Chánh án Tòa án nhân dân tối cao | Bầu Chánh án Tòa án nhân dân tối cao | Bầu Chánh án Tòa án nhân dân tối cao | Bầu Viện trưởng Viện kiểm sát nhân dân tối cao | Bầu Viện trưởng Viện kiểm sát nhân dân tối cao | Bầu Viện trưởng Viện kiểm sát nhân dân tối cao | Bầu Viện trưởng Viện kiểm sát nhân dân tối cao |
| Ứng viên                             | Tán thành                            | Không tán thành                      | Không bỏ phiếu                       | Ứng viên                                       | Tán thành                                      | Không tán thành                                | Không bỏ phiếu                                 |
| Nguyễn Hòa Bình                      | 480                                  | 0                                    | 0                                    | Lê Minh Trí                                    | 480                                            | 0                                              | 0                                              |

Bầu cử thành viên cấp cao Chính phủ
|                         |                         |                         |                         |                                   |                                   |                                   |                                   |
| Bầu Thủ tướng Chính phủ | Bầu Thủ tướng Chính phủ | Bầu Thủ tướng Chính phủ | Bầu Thủ tướng Chính phủ | Phê chuẩn Phó Thủ tướng Chính phủ | Phê chuẩn Phó Thủ tướng Chính phủ | Phê chuẩn Phó Thủ tướng Chính phủ | Phê chuẩn Phó Thủ tướng Chính phủ |
| Ứng viên                | Tán thành               | Không tán thành         | Không bỏ phiếu          | Ứng viên                          | Tán thành                         | Không tán thành                   | Không bỏ phiếu                    |
| Phạm Minh Chính         | 484                     | 0                       | 0                       | Phạm Bình Minh                    | 479                               | 0                                 | 0                                 |
| Phạm Minh Chính         | 484                     | 0                       | 0                       | Lê Minh Khái                      | 479                               | 0                                 | 0                                 |
| Phạm Minh Chính         | 484                     | 0                       | 0                       | Vũ Đức Đam                        | 479                               | 0                                 | 0                                 |
| Phạm Minh Chính         | 484                     | 0                       | 0                       | Lê Văn Thành                      | 479                               | 0                                 | 0                                 |

### 2. Kỳ họp thứ hai (20.10.2021 - 13.11.2021)
Kỳ họp thứ 2, Quốc hội khóa XV chính thức khai mạc vào sáng 20/10. Do tình hình dịch bệnh COVID-19 diễn biến phức tạp, kỳ họp thứ 2 được tổ chức theo hình thức kết hợp họp trực tuyến và họp tập trung, chia thành 2 đợt và đã bế mạc vào ngày 13/11.
Theo nội dung chương trình, trong 2 đợt của kỳ họp (đợt 1 họp trực tuyến 11 ngày, từ ngày 20-30/10 và đợt họp tập trung tại Nhà Quốc hội 6 ngày từ ngày 8-13/11), Quốc hội xem xét, thông qua 2 dự án luật, 5 dự thảo Nghị quyết (theo quy trình tại một kỳ họp) và xem xét, cho ý kiến đối với 5 dự án luật.
Về công tác lập pháp, Quốc hội đã:
- Thông qua 05 nghị quyết, gồm: Các Nghị quyết thí điểm một số cơ chế, chính sách đặc thù phát triển thành phố Hải Phòng, các tỉnh Nghệ An, Thanh Hóa, Thừa Thiên Huế; Nghị quyết về tổ chức phiên tòa trực tuyến.

- Cho ý kiến đối với 05 dự án luật, gồm: dự án Luật Cảnh sát cơ động; dự án Luật Điện ảnh (sửa đổi); dự án Luật Kinh doanh bảo hiểm (sửa đổi); dự án Luật Thi đua, khen thưởng (sửa đổi); dự án Luật sửa đổi, bổ sung một số điều của Luật Sở hữu trí tuệ.

Về xem xét các vấn đề kinh tế - xã hội, ngân sách nhà nước và quyết định các vấn đề quan trọng, Quốc hội đã:
- Biểu quyết thông qua 03 Nghị quyết về: kế hoạch phát triển kinh tế - xã hội năm 2022; dự toán ngân sách nhà nước năm 2022 và phân bổ ngân sách trung ương năm 2022.

- Xem xét, thông qua Nghị quyết về Kế hoạch cơ cấu lại nền kinh tế giai đoạn 2021-2025, trong đó xác định Kế hoạch này phải gắn với Chương trình tổng thể phục hồi và phát triển kinh tế - xã hội, thực hiện thực chất, hiệu quả hơn, củng cố nền tảng ổn định kinh tế vĩ mô, bảo đảm an toàn tài chính và an toàn tiền tệ quốc gia; yêu cầu Chính phủ xây dựng Chương trình hành động thực hiện Nghị quyết, hoàn thành trước tháng 4/2022, báo cáo Quốc hội kết quả thực hiện Nghị quyết này hằng năm; giữa nhiệm kỳ và cả nhiệm kỳ.

- Thông qua Nghị quyết về Quy hoạch sử dụng đất quốc gia thời kỳ 2021-2030, tầm nhìn đến năm 2050 và kế hoạch sử dụng đất 5 năm (2021-2025).

- Xem xét, thông qua Nghị quyết kỳ họp thứ 2, Quốc hội khóa XV, trong đó đề nghị các cơ quan theo chức năng, nhiệm vụ được giao thực hiện có hiệu quả công tác xây dựng pháp luật, gắn với việc tổ chức thực hiện Kết luận số 19-KL/TW ngày 14/10/2021 của Bộ Chính trị về Định hướng Chương trình xây dựng pháp luật nhiệm kỳ Quốc hội khóa XV. Đồng thời, yêu cầu Chính phủ hoàn thiện hệ thống chính sách pháp luật về bảo hiểm y tế, khẩn trương trình Quốc hội dự án Luật Bảo hiểm y tế (sửa đổi) đồng bộ với việc sửa đổi Luật Khám bệnh, chữa bệnh; giao chỉ tiêu tham gia bảo hiểm y tế cho các địa phương giai đoạn 2021-2025. Bên cạnh đó, Quốc hội cũng yêu cầu Chính phủ, Tòa án nhân dân tối cao, Viện kiểm sát nhân dân tối cao tiếp tục triển khai có hiệu quả nhằm đạt được các chỉ tiêu, nhiệm vụ, giải pháp đã đề ra tại Nghị quyết số 96/2019/QH14 của Quốc hội; đẩy nhanh hơn nữa việc giải quyết các vụ án tham nhũng nghiêm trọng, gây bức xúc trong dư luận; xử lý dứt điểm các vụ việc khiếu nại, tố cáo phức tạp, tồn đọng, kéo dài.

Về giám sát tối cao, trong thời gian 2,5 ngày, Quốc hội đã:
- Chất vấn Bộ trưởng các Bộ: Y tế, Lao động - Thương binh và Xã hội, Giáo dục và Đào tạo, Kế hoạch và Đầu tư và ban hành Nghị quyết về chất vấn và trả lời chất vấn, yêu cầu Thủ tướng Chính phủ, các vị Bộ trưởng, Trưởng ngành.

- Xem xét thông qua Báo cáo về công tác phòng, chống dịch COVID-19 và tình hình thực hiện Nghị quyết số 30/2021/QH15 của Quốc hội.

- Xem xét Báo cáo về tình hình thực hiện chính sách, chế độ bảo hiểm xã hội, quản lý và sử dụng Quỹ bảo hiểm xã hội năm 2020.
- Xem xét các Báo cáo về công tác tư pháp, phòng, chống tội phạm và vi phạm pháp luật, thi hành án, phòng, chống tham nhũng năm 2021.
- Xem xét các Báo cáo tổng hợp ý kiến, kiến nghị của cử tri và Nhân dân gửi đến kỳ họp thứ 2, Quốc hội khóa XV; Báo cáo kết quả giám sát việc giải quyết kiến nghị của cử tri gửi đến kỳ họp thứ 11, Quốc hội khóa trước và Báo cáo kết quả tiếp công dân, xử lý đơn thư và giám sát việc giải quyết khiếu nại, tố cáo của công dân gửi đến Quốc hội năm 2021.

### 3. Kỳ họp bất thường lần thứ nhất (4.1.2022 - 11.1.2022)
Ngày 21/12/2021, Ủy ban Thường vụ Quốc hội quyết định áp dụng khoản 2 điều 83 Hiến pháp 2013 và chương V Luật Tổ chức Quốc hội 2014 để triệu tập Kì họp bất thường lần thứ nhất, diễn ra từ ngày 4 đến ngày 11 tháng 1 năm 2022.  Đây là kì họp đầu tiên Quốc họp phải họp trực tuyến cả kỳ do tình hình phức tạp của đại dịch COVID-19 tại Hà Nội.
Trong kì họp trên, Quốc hội đã thông qua 1 luật, 4 nghị quyết và đặc biệt là gói hỗ trợ gần 350.000 tỉ đồng để phục vụ mục đích phục hồi kinh tế hậu đại dịch COVID-19.
Về công tác lập pháp, Quốc hội đã:
- Thông qua Luật sửa đổi, bổ sung một số điều của Luật Đầu tư công, Luật Đầu tư theo phương thức đối tác công tư, Luật Đầu tư, Luật Nhà ở, Luật Đấu thầu, Luật Điện lực, Luật Doanh nghiệp, Luật Thuế tiêu thụ đặc biệt và Luật Thi hành án dân sự. Đây là lần đầu tiên Quốc hội ban hành "1 luật sửa 9 luật".[5]

- Thông qua 4 nghị quyết: Nghị quyết về chính sách tài khóa, tiền tệ hỗ trợ Chương trình phục hồi và phát triển kinh tế - xã hội; Nghị quyết về chủ trương đầu tư Dự án xây dựng công trình đường bộ cao tốc Bắc - Nam phía Đông giai đoạn 2021 - 2025; Nghị quyết về thí điểm một số cơ chế, chính sách đặc thù phát triển thành phố Cần Thơ và Nghị quyết kỳ họp bất thường lần thứ nhất, Quốc hội khóa XV.

Về xem xét các vấn đề kinh tế - xã hội, ngân sách nhà nước và quyết định các vấn đề quan trọng, Quốc hội đã:
- Biểu quyết thông qua Nghị quyết về chính sách tài khóa, tiền tệ hỗ trợ Chương trình phục hồi và phát triển kinh tế - xã hội, theo đó, gói hỗ trợ trị giá gần 350,000 tỉ đồng đã được kích hoạt, tạo điều kiện để Việt Nam hồi phục nền kinh tế sau làn sóng dịch COVID-19 thứ tư tại Việt Nam. Đồng thời, Quốc hội cũng đồng ý giảm 2% thuế suất thuế giá trị gia tăng năm 2022 đối với các nhóm hàng hóa, dịch vụ đang áp dụng mức thuế suất thuế giá trị gia tăng 10% và cho phép tăng bội chi ngân sách trong 2 năm 2022-2023 bình quân từ 1-1,2% GDP.[6]

- Thông qua Nghị quyết về chủ trương đầu tư Dự án Đường cao tốc Bắc - Nam phía Đông bằng nguồn vốn đầu tư công, sơ bộ tổng mức đầu tư là 146.950 tỷ đồng, với quy mô 729 km trên các đoạn Hà Tĩnh - Quảng Trị, Quảng Ngãi - Nha Trang và Cần Thơ - Cà Mau, gồm 12 dự án thành phần có thể vận hành, khai thác độc lập nhằm kết nối các trung tâm kinh tế, chính trị, các khu kinh tế, khu công nghiệp trọng yếu, đặc biệt là các vùng kinh tế trọng điểm, nâng cao năng lực cạnh tranh của nền kinh tế, từng bước hoàn thiện kết cấu hạ tầng đồng bộ với các công trình hiện đại, tạo sức lan tỏa để thúc đẩy phát triển kinh tế - xã hội và đảm bảo quốc phòng - an ninh, góp phần thực hiện thắng lợi các mục tiêu, chiến lược phát triển kinh tế - xã hội đã được đề ra tại Nghị quyết Đại hội Đảng toàn quốc lần thứ XIII.[7]

- Thông qua Nghị quyết về thí điểm một số cơ chế, chính sách đặc thù phát triển TP Cần Thơ, theo đó Cần Thơ được phép thí điểm 6 quy chế đặc thù trong vòng 5 năm: Thứ nhất, thành phố được vay thông qua phát hành trái phiếu chính quyền địa phương, vay từ các tổ chức tài chính và tổ chức khác trong nước, từ nguồn nước ngoài của Chính phủ vay về cho thành phố vay lại với tổng mức dư nợ không vượt quá 60% số thu ngân sách của địa phương được hưởng. Tổng mức vay và bội chi ngân sách thành phố hằng năm do Quốc hội quyết định. HĐND TP Cần Thơ quyết định áp dụng phí, lệ phí chưa được quy định trong Luật Phí và lệ phí; điều chỉnh mức hoặc tỷ lệ thu phí, lệ phí đã được cấp có thẩm quyền quyết định đối với các loại phí, lệ phí có trong luật, trừ án phí, lệ phí tòa án. Ngân sách thành phố được hưởng 100% số thu tăng thêm từ các khoản thu do việc điều chỉnh chính sách phí, lệ phí..; Thứ hai, HĐND thành phố được quyết định chuyển mục đích sử dụng đất trồng lúa nước từ 2 vụ trở lên với quy mô dưới 500 ha theo ủy quyền của Thủ tướng. Việc quyết định chuyển mục đích sử dụng đất trồng lúa phải thực hiện công khai, lấy ý kiến người dân, người chịu tác động; Thứ ba, Thủ tướng quyết định việc phân cấp cho UBND thành phố phê duyệt điều chỉnh cục bộ quy hoạch chung xây dựng khu chức năng; quy hoạch chung đô thị; Thứ tư, sau khi ngân sách thành phố đảm bảo đủ nguồn thực hiện cải cách tiền lương, chính sách an sinh xã hội, HĐND thành phố được quyết định dùng nguồn còn dư để chi thu nhập bình quân tăng thêm cho cán bộ, công chức, viên chức; Thứ năm, hành phố được thực hiện dự án nạo vét kết hợp thu hồi sản phẩm luồng hàng hải Định An - Cần Thơ theo phương thức xã hội hóa, đảo đảm chuẩn tắc luồng hàng hải cho tàu có trọng tải từ 10.000 tấn trở lên ra vào; dự án có quy mô vốn từ 500 tỷ đồng trở lên được áp dụng hình thức ưu đãi; Thứ sáu, Thủ tướng sẽ lập Trung tâm liên kết, sản xuất, chế biến và tiêu thụ sản phẩm nông nghiệp vùng đồng bằng sông Cửu Long tại Cần Thơ. Các doanh nghiệp có dự án đầu tư tại Trung tâm được hưởng chế độ ưu tiên về thủ tục hải quan và thuế, nếu đáp ứng một số điều kiện. [8]

### 4. Kỳ họp lần thứ ba (23.5.2022 - 16.6.2022)
Tại kỳ họp lần này, Quốc hội thông qua 05 luật,17 nghị quyết và cho ý kiến đối với 06 dự án luật.

### 5. Kỳ họp lần thứ tư (20.10.2022 - 15.11.2022)
Tại kỳ họp lần này, Quốc hội thông qua 06 luật, 13 nghị quyết và cho ý kiến đối với 08 dự án luật.

### 6. Kỳ họp bất thường lần thứ hai (5.1.2023 - 9.1.2023)
Quốc hội đã xem xét, thông qua 1 Luật, 3 Nghị quyết và xem xét, quyết định công tác nhân sự thuộc thẩm quyền.
Về luật: Quốc hội đã thông qua Luật Khám bệnh, chữa bệnh (sửa đổi) để thể chế hóa kịp thời các chủ trương của Đảng về tăng cường công tác bảo vệ, chăm sóc và nâng cao sức khỏe nhân dân trong tình hình mới. Luật gồm 12 chương, 121 điều; tăng 3 chương (chương VI, VII, XI) và 30 điều so với Luật hiện hành, trong đó, quy định 1 mục riêng về các điều kiện bảo đảm về tài chính cho công tác khám bệnh, chữa bệnh (Chương X), đặc biệt có những điểm mới cơ bản về các quy định liên quan đến người bệnh, các quy định liên quan đến người hành nghề, các quy định liên quan đến cơ sở khám bệnh, chữa bệnh, về hệ thống tổ chức cơ sở khám bệnh, chữa bệnh.
Nghị quyết về quy hoạch tổng thể quốc gia thời kỳ 2021-2030, tầm nhìn đến năm 2050: nghị quyết được ban hành nhằm cụ thể hóa các chủ trương, quan điểm được xác định tại Nghị quyết đại hội XIII của Đảng, Kết luận số 45-KL/TW ngày 17/11/2022 của Ban Chấp hành Trung ương Đảng về định hướng quy hoạch tổng thể quốc gia thời kỳ 2021-2030, tầm nhìn đến năm 2050, Chiến lược phát triển kinh tế-xã hội 10 năm 2021-2030, các nghị quyết của Trung ương, Bộ Chính trị, Quốc hội về phát triển vùng, ngành, lĩnh vực. Nghị quyết đã xác định rõ quan điểm, tầm nhìn, mục tiêu phát triển và những nhiệm vụ trọng tâm trong thời kỳ quy hoạch, trong đó tập trung vào một số định hướng cụ thể như: Phát triển không gian kinh tế-xã hội; không gian biển; sử dụng đất quốc gia, khai thác và sử dụng vùng trời, phân vùng và liên kết vùng; phát triển hệ thống đô thị và nông thôn quốc gia; phát triển ngành hạ tầng xã hội và hạ tầng kỹ thuật cấp quốc gia; sử dụng tài nguyên, bảo vệ môi trường, phòng, chống thiên tai và ứng phó với biến đổi khí hậu và danh mục dự kiến các dự án quan trọng quốc gia, thứ tự ưu tiên thực hiện và giải pháp, nguồn lực thực hiện quy hoạch.
Giải quyết vướng mắc chính sách thực hiện trong giai đoạn chống dịch: Quốc hội cũng xem xét, quyết định việc tiếp tục thực hiện một số chính sách trong phòng, chống dịch COVID-19 và cho phép tiếp tục sử dụng giấy đăng ký lưu hành thuốc, nguyên liệu làm thuốc hết thời hạn hiệu lực từ ngày 1/1/2023 mà chưa kịp gia hạn theo quy định của Luật Dược. Thông qua Nghị quyết về việc tiếp tục thực hiện một số chính sách trong phòng, chống dịch COVID-19 và sử dụng giấy đăng ký lưu hành thuốc, nguyên liệu làm thuốc hết thời hạn hiệu lực từ ngày 1/1/2023 đến ngày 31/12/2024. Điều chỉnh kế hoạch vốn vay lại năm 2022 của các địa phương, bổ sung dự toán chi thường xuyên năm 2021 nguồn vốn viện trợ không hoàn lại của nước ngoài và điều chỉnh dự toán kinh phí bảo đảm hoạt động chưa sử dụng hết năm 2021 của Tổng cục Thuế và Tổng cục Hải quan, chuyển nguồn kinh phí công tác phòng, chống dịch COVID-19 năm 2021 của các địa phương sang niên độ ngân sách năm 2022 được ban hành nhằm xử lý những vướng mắc trong thực tiễn, phù hợp với quy định của Luật Ngân sách nhà nước.
Về nhân sự: miễn nhiệm 2 Phó thủ tướng là ông Phạm Bình Minh và Vũ Đức Đam, bổ nhiệm Trần Hồng Hà và Trần Lưu Quang thay thế.

### 7. Kỳ họp bất thường lần thứ ba (18.1.2023)
Ngày 18 tháng 1 năm 2023, kỳ họp lần 3 bàn về nhân sự và bỏ phiếu miễn nhiệm sau khi ông Nguyễn Xuân Phúc nộp đơn từ chức Chủ tịch nước. Sau khi ông Nguyễn Xuân Phúc phát biểu Quốc hội đã miễn nhiệm chức Chủ tịch nước đối với ông. Với kết quả 465/482 Đại biểu Quốc hội bỏ phiếu đồng ý miễn nhiệm Chủ tịch nước Nguyễn Xuân Phúc, Phó chủ tịch nước Võ Thị Ánh Xuân được trao quyền Chủ tịch nước.

### 8. Kỳ họp bất thường lần thứ tư (2.3.2023)
Ngày 2 tháng 3 năm 2023, Ủy ban Thường vụ Quốc hội khóa XV quyết định triệu tập Kỳ họp bất thường lần thứ 4, Quốc hội khóa XV để kiện toàn nhân sự Chủ tịch nước Cộng hòa xã hội chủ nghĩa Việt Nam.

### 9. Kỳ họp bất thường lần thứ năm (15.01.2024 - 18.01.2024)
Sáng ngày 15/01/2024, kỳ họp bất thường lần thứ 5 của Quốc hội khóa XV đã chính thức diễn ra. Tại kỳ họp lần này, Quốc hội đã xem xét thông qua hai Luật, hai Nghị quyết. Cụ thể:
- Quốc hội thông qua Luật đất đai sửa đổi với hàng trăm điểm mới, bám sát tình hình thực tế, cụ thể hóa nhiều quy định để giải quyết những vấn đề còn vướng mắc nhằm nâng cao quyền lợi của người dân, doanh nghiệp trong việc sử dụng đất, phát huy vai trò quản lý của nhà nước về đất đai. Đây được xem là một bước tiến quan trọng để phát triển kinh tế đất nước.
- Luật tổ chức tín dụng sửa đổi là dự án luật thứ hai được thông qua tại kỳ họp bất thường lần này, chính thức có hiệu lực từ ngày 01/07/2024. Một quy định đáng chú ý ở luật này đó là nghiêm cấm người làm việc tại các tổ chức tín dụng bán kèm bảo hiểm không bắt buộc khi cung cấp sản phẩm,dịch vụ dưới mọi hình thức.
- Nghị quyết về cơ chế, chính sách đặc thù thực hiện các chương trình mục tiêu quốc gia: nghị quyết này thông qua các cơ chế, chính sách về dự toán, phân bổ kinh phí, trình tự, thủ tục, thí điểm thực hiện cơ chế đối với 03 chương trình mục tiêu quốc gia cụ thể: xây dựng nông thôn mới; giảm nghèo bền vững trong giai đoạn 2021 -2025; chương trình phát triển kinh tế xã hội vùng đồng bào dân tộc thiểu số, miền núi trong giai đoạn 2021 - 2030.
- Nghị quyết về sử dụng dự phòng chung, dự phòng nguồn ngân sách trung ương của kế hoạch đầu tư công trung hạn giai đoạn 2021 - 2025 cho các bộ, cơ quan trung ương, địa phương và Tập đoàn Điện lực Việt Nam: nội dung nghị quyết này quy đinh chủ yếu về việc sử dụng, phân bổ chi tiết nguồn vốn dự phòng cho từng cơ quan, từng dự án cụ thể.

### 10. Kỳ họp bất thường lần thứ sáu (21.3.2024)
Sau khi nghe trình bày các Báo cáo, Tờ trình, ý kiến phát biểu của ông Võ Văn Thưởng, Quốc hội đã tiến hành thảo luận, bỏ phiếu kín và thông qua: Nghị quyết về việc miễn nhiệm chức vụ Chủ tịch nước Cộng hòa xã hội chủ nghĩa Việt Nam nhiệm kỳ 2021-2026. 
Đồng thời tại kỳ họp này Ủy ban Thường vụ Quốc hội đã ban hành Thông báo số 165/TB-UBTVQH15 về việc thực hiện quyền Chủ tịch nước Cộng hòa xã hội chủ nghĩa Việt Nam. Theo đó, bà Võ Thị Ánh Xuân, Phó Chủ tịch nước giữ quyền Chủ tịch nước Cộng hòa xã hội chủ nghĩa Việt Nam từ ngày 21/3/2024 cho đến khi Quốc hội bầu ra Chủ tịch nước mới.

### 11. Kỳ họp bất thường lần thứ bảy (2.5.2024)
Sau khi nghe trình bày các Tờ trình, ý kiến phát biểu của ông Vương Đình Huệ, Quốc hội đã tiến hành thảo luận, bỏ phiếu kín và thông qua: Nghị quyết miễn nhiệm chức vụ Chủ tịch Quốc hội nước Cộng hòa xã hội chủ nghĩa Việt Nam nhiệm kỳ 2021-2026, phê chuẩn miễn nhiệm chức vụ Ủy viên Hội đồng quốc phòng và an ninh, cho thôi làm nhiệm vụ đại biểu Quốc hội khóa XV đối với ông Vương Đình Huệ.
Sau đó, Ủy ban Thường vụ Quốc hội phân công ông Trần Thanh Mẫn, Ủy viên Bộ Chính trị, Phó Chủ tịch Thường trực Quốc hội điều hành hoạt động của Ủy ban Thường vụ Quốc hội và Quốc hội nước Cộng hòa xã hội chủ nghĩa Việt Nam cho đến khi kiện toàn được chức danh Chủ tịch Quốc hội khóa XV theo quy định.